# Deuda de los mercados emergentes
La deuda de los mercados emergentes (DME) es un término utilizado para abarcar los bonos emitidos por los países menos desarrollados. No incluye los préstamos del gobierno, organizaciones supranacionales como el FMI o fuentes privadas, aunque se incluirán los préstamos que se titulizan y se emiten a los mercados. Existe una discusión más amplia de todos los tipos de endeudamiento de los países en desarrollo en la deuda de los países en desarrollo.

## Emisión
La deuda de los mercados emergentes es emitida principalmente por emisores soberanos. La deuda corporativa existe en esta categoría, pero las corporaciones en los países en desarrollo generalmente tienden a tomar préstamos de bancos y otras fuentes, ya que la emisión de deuda pública requiere mercados suficientemente desarrollados y grandes necesidades de endeudamiento. Históricamente, la emisión soberana se ha emitido principalmente en divisas (deuda externa), ya sea en dólares estadounidenses o euros (moneda fuerte frente a moneda local). En los últimos años, sin embargo, el desarrollo de los sistemas de pensiones en algunos países ha llevado a aumentar la emisión en moneda local.
La EMD tiende a tener una calificación crediticia más baja que la deuda soberana debido a los mayores riesgos económicos y políticos - donde la mayoría de los países desarrollados están clasificados AAA o AA, la mayoría de la emisión EMD está clasificada por debajo del grado de inversión, Las mejoras se han actualizado a las calificaciones BBB o A y un puñado de países de ingresos más bajos han alcanzado niveles de calificación equivalentes a los países desarrollados más pródigos. Tras la crisis crediticia y la crisis de la deuda soberana europea de 2010, algunos países de mercados emergentes han surgido como posiblemente menos propensos a incumplimiento que los mercados desarrollados.

## Historia
La deuda de los mercados emergentes era históricamente una pequeña parte de los mercados de bonos, ya que la emisión primaria era limitada, la calidad de los datos era deficiente, los mercados eran ilíquidos y las crisis eran una ocurrencia regular. Sin embargo, desde el advenimiento del Plan Brady a principios de los 90, la emisión ha aumentado dramáticamente. El mercado ha seguido siendo más propenso a las crisis que otros mercados de deuda, incluyendo la Crisis del Tequila en 1994-95, la crisis financiera de Asia oriental en 1997, la crisis financiera de 1998 y la crisis económica argentina en 2001-02.

## Invirtiendo en EMD
Los inversores tienden a utilizar fondos mutuos para invertir en EMD, ya que muchos títulos individuales se vuelven más ilíquidos en los mercados secundarios y los diferenciales de ofertas / ofertas son demasiado amplios para activamente el comercio. Los índices dominantes del mercado para las inversiones denominadas en dólares estadounidenses son el índice JPMorgan EMBI+, JPMorgan EMBI Global Index y el JPMorgan EMBI Global Diversified Index. Otros bancos también proporcionan índices.

## Países emisores
Los países que necesitan préstamos en general no lo hacen públicamente a menos que el préstamo sea suficientemente grande para justificar los costos involucrados. Como resultado, la mayoría de los países pequeños y pobres no son contados como pertenecientes al universo EMD. Los países que actualmente figuran como emisores de EMD incluyen
- Argentina
- Brasil
- Bulgaria
- Chile
- China
- Colombia
- Cote d'Ivoire
- República dominicana
- Ecuador
- Egipto
- El Salvador
- Fiyi
- Ghana
- Hungría
- Indonesia
- Irak
- Líbano
- Malasia
- México
- Marruecos
- Nigeria
- Pakistán
- Panamá
- Perú
- Filipinas
- Rusia
- Serbia
- Seychelles
- Sudáfrica
- Túnez
- Turquía
- Ucrania
- Uruguay
- Venezuela
- Vietnam

Un puñado de países han dejado de emitir deuda considerada como 'EMD' debido a menores necesidades de endeudamiento, mejor calidad crediticia o cada vez más desarrolladas. Estos incluyen la República Checa, India, Kazajistán, Polonia, Corea del Sur y Tailandia, entre otros.